# František Výborný
František Výborný (* 15. srpna 1953 Jirny) je český hokejový trenér a bývalý československý hokejista. Svou aktivní trenérskou kariéru plánoval zakončit pětiletým působením v BK Mladá Boleslav, s kterou poté spolupracoval jako konzultant. V letech 2017–2018 působil jako trenér klubu HC Sparta Praha.

## Trenérská kariéra
- 1987–1989: BK Mladá Boleslav (mládež)
- 1989: I. ČLTK Praha (dorost)
- 1989–1994: HC Sparta Praha (junioři)
- 1994–1996: HC Sparta Praha
- 1996–1998: HK Acroni Jesenice
- 1998–2001: HC Sparta Praha
- 2001–2002: HC Femax Havířov
- 2002–2004: HC Chemopetrol Litvínov
- 2004: HC Moeller Pardubice (rezignoval po 7. kole)
- 2004–2005: HK Acroni Jesenice, Slovinská hokejová reprezentace
- 2005–2009: HC Sparta Praha[1]
- 2009–2012: HC Mountfield České Budějovice
- 2012–2017: BK Mladá Boleslav
- 2017–2018: HC Sparta Praha
- 2019–2021: HC RT TORAX Poruba 2011

## Největší hráčské úspěchy
- 5× Mistr československé ligy (HC Dukla Jihlava)
- několikrát 2. místo, Pohár mistrů evropských zemí

## Největší trenérské úspěchy
- Se Spartou tři české tituly (2000, 2006, 2007)
- 2. místo v Evropské lize (2000)
- 2. místo na Super Six (2008)
- postup do extraligy s BK Mladá Boleslav (2014)
- 2024 Klub legend české extraligy [2]

## Osobní život
František Výborný je otcem hokejisty Davida Výborného a tchánem hokejisty Jaroslava Hlinky.
Trpí alopecií, proto nosí paruku.